# Frihetsgudinnan, Paris
| Frihetsgudinnan, Paris |
| --- |
| Frihetsgudinnan på ön l'île aux Cygnes i Paris. - Betydelse – minst åtta "frihetsgudinnor" i Paris - Stil – alla efter modell av Auguste Bartholdi - Exempel – den första gjuten 1878, den största på l'île aux Cygnes - Relaterade statyer – Frihetsgudinnan (i New York), tre ytterligare statyer i Frankrike och tre i Japan |

Frihetsgudinnan i Paris är inte en utan ett antal olika repliker i mindre format av den staty med samma namn som Frankrike gav till Amerikas Förenta Stater och som invigdes 1886. Den mest kända av dessa statyer är den 11 meter höga bronsstatyn på l'île aux Cygnes i floden Seine, men ytterligare minst sju repliker i olika storlek och material finns i staden.

## Statyer

### Statyn på l'île aux Cygnes
Den mest kända av "frihetsgudinnorna" i Paris är den på ön l'île aux Cygnes, i 15:e arrondissemanget och cirka 1,5 kilometer söder om Eiffeltornet. Den 11 meter höga bronsstatyn invigdes 1889, tre år efter invigningen av den stora statyn i New York. Statyn är i skala 1:4 jämfört med statyn i New York och donerades av amerikaner boende i Paris, till hundraårsminnet av franska revolutionen.
Frankrikes ambassadör Jean Jules Jusserand beskrev statyn på  l'île aux Cygnes så här, då han talade när dess fackla för första gången lystes upp av elektricitet 1916:
Not to a man, not to a nation, the statue was raised. It was raised to an idea - an idea greater than France or the United States: the idea of Liberty.
”Inte för en människa, inte till en nation, restes denna staty. Den restes för en idé - en idé större än Frankrike eller Amerikas Förenta Stater: idén om frihet.”
Armen med facklan vette inledningsvis mot Elyséepalatset och ansiktet mot Eiffeltornet. 1937 roterades dock statyn, så statyn sedan dess vänder ansiktet mot New York där dess "storasyster" finns placerad på Liberty Island.

### Övriga frihetsgudinnor i Paris
Förutom 11-metersstatyn finns ytterligare minst sju stycken repliker på olika ställen i Paris. Dessa är:
- två statyer i Arts-et-Métiers-museet (3:e arr.).[2] Den inne i museet (i skala 1:16 mot New York-statyn[1]) skapades 1878 och utifrån Bartholdis ursprungliga gjutform; därför kan den betraktas som den ursprungliga frihetsgudinnan.[3] Statyn kom dock först till sin nuvarande plats 1907, via en donation av Bartholdis hustru. Frihetsstatyn utanför denna före detta kyrkobyggnad är i koppar, modellerad efter 1878-statyn året 1881 och med hjälp av Gustave Eiffel. I september 2021 lämnade denna senare staty Paris för att ställas ut i New York[1] och återplaceras i Paris tio år senare.[4]
- en mindre staty i Musée d'Orsay.[2] Den 2,85[1] meter höga bronsstatyn står i centrum av huvudhallen, skapades av Bartholdi till världsutställningen 1900 och stod från 1906[1] och fram till 2012[1] i eller nära Musée du Luxembourg.[3] Efter att facklan stulits och statyn i sin helhet förfallit fick den en inomhusplacering och ersattes i parken av nedanstående…[1]
- en mindre staty framför en ek i Luxemburgträdgården (6:e arrondissemanget), sedan 2013.[2][1] Den donerades av Christian Poncelet, talman i Frankrikes senat, som ett minne till offren för 11 september-dåden.[3]
- en ministaty (bara några cm stor[5]) i bröstet på den fem meter höga statyn Le Centaure på Place Michel Debré (6:e arr.), invigd 1985[2] efter tre års byggnadstid.[5] Den ansvariga skulptören heter César.[1]
- en staty i lobbyn på huset på adress 5 rue du Cirque (8:e arr.)[2]
- en staty vid Seine, på motsatta stranden till Eiffeltornet[2]

Dessutom finns en replik av själva flamman till statyn, inom synhåll från Eiffeltornet.

### Andra frihetsgudinnor
Därutöver finns ett antal versioner i olika storlekar på andra platser i Frankrike. Det inkluderar en 12 meter hög replik i Colmar, en replik i terrakotta i Lyon samt en i Bordeaux som beslagtogs under andra världskriget och återlämnades av tyskarna först många år senare.
Dessutom finns ett antal andra "frihetsgudinnor" resta på andra håll i världen. Detta inkluderar i Japan, där man sedan 2000 har en permanent utställd staty i skala på ön Odaiba. Denna staty konstruerades efter att man under större delen av 1998 haft den parisiska île aux Cygnes-statyn tillfälligt utställd på Odaiba. Den 9 ton tunga och 12,25 meter höga statyn på Odaiba är rest några stenkast från Regnbågsbron, vilket ytterligare förstärker likheten med New York (där flera hängbroar finns inom synhåll från statyn). Dessutom finns två systerstatyer i Shimoda och Osaka.

## Galleri

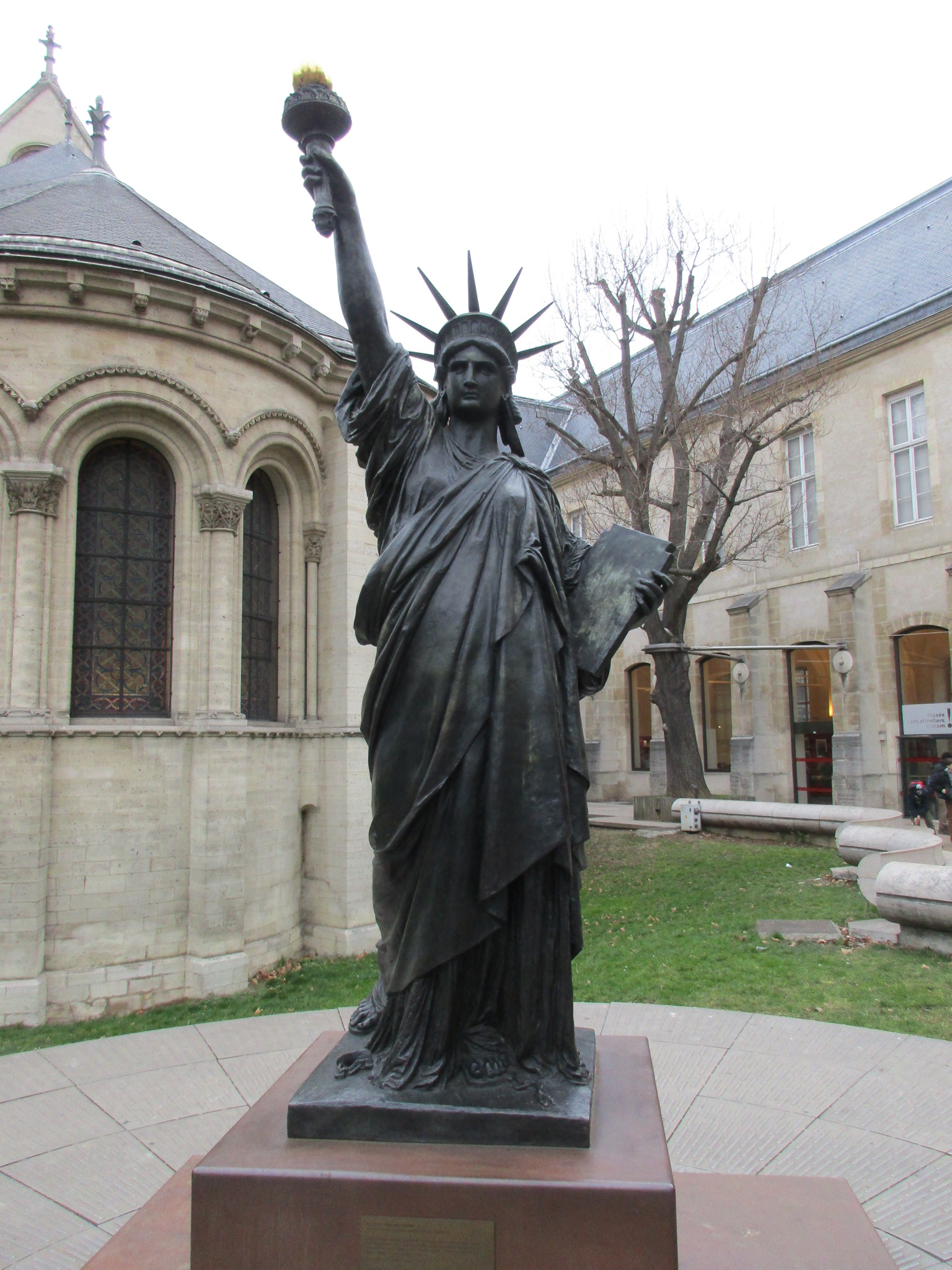
Statyn utanför Arts-et-Métiers (1878).
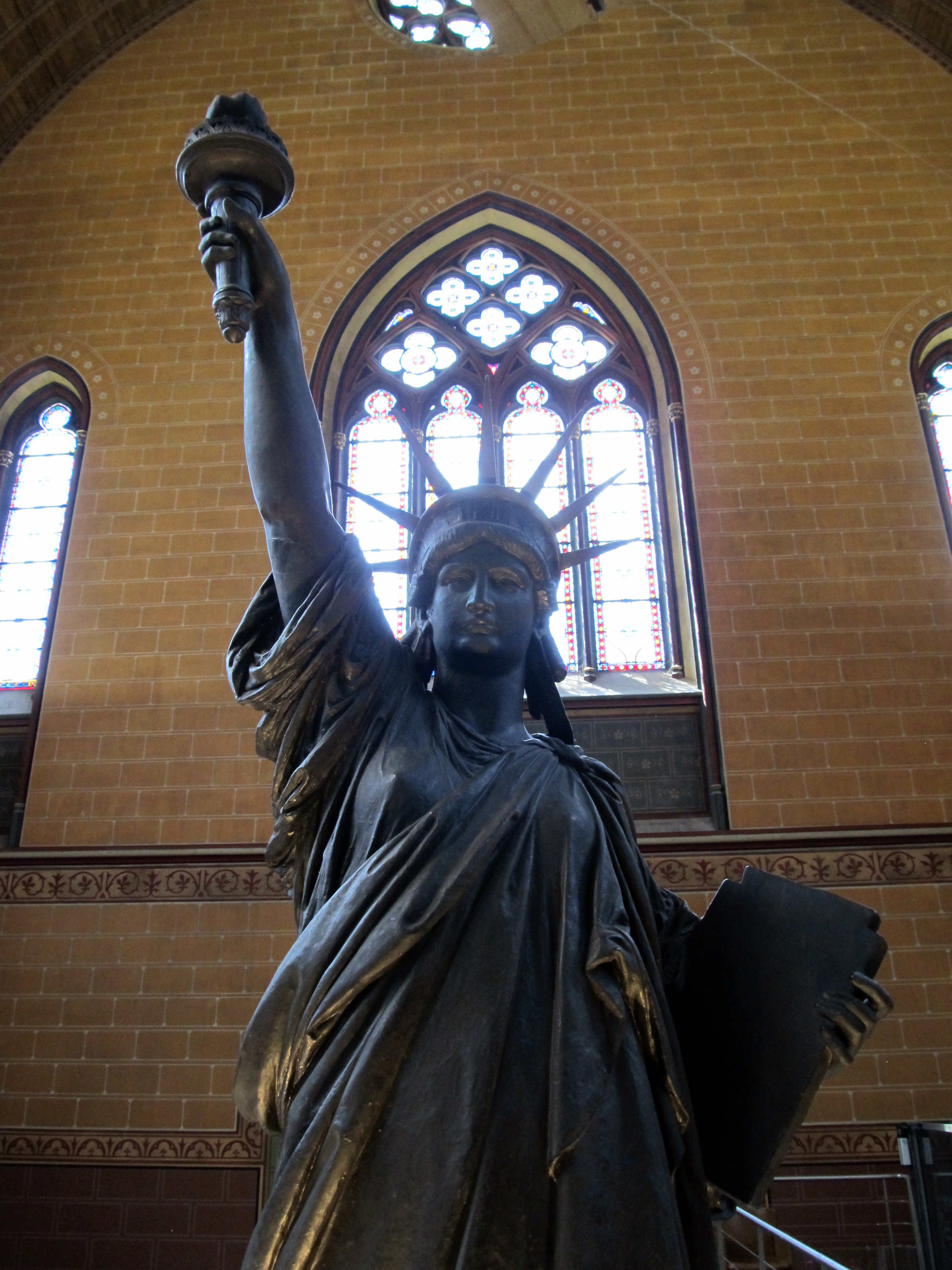
Statyn inuti Arts-et-Métiers.
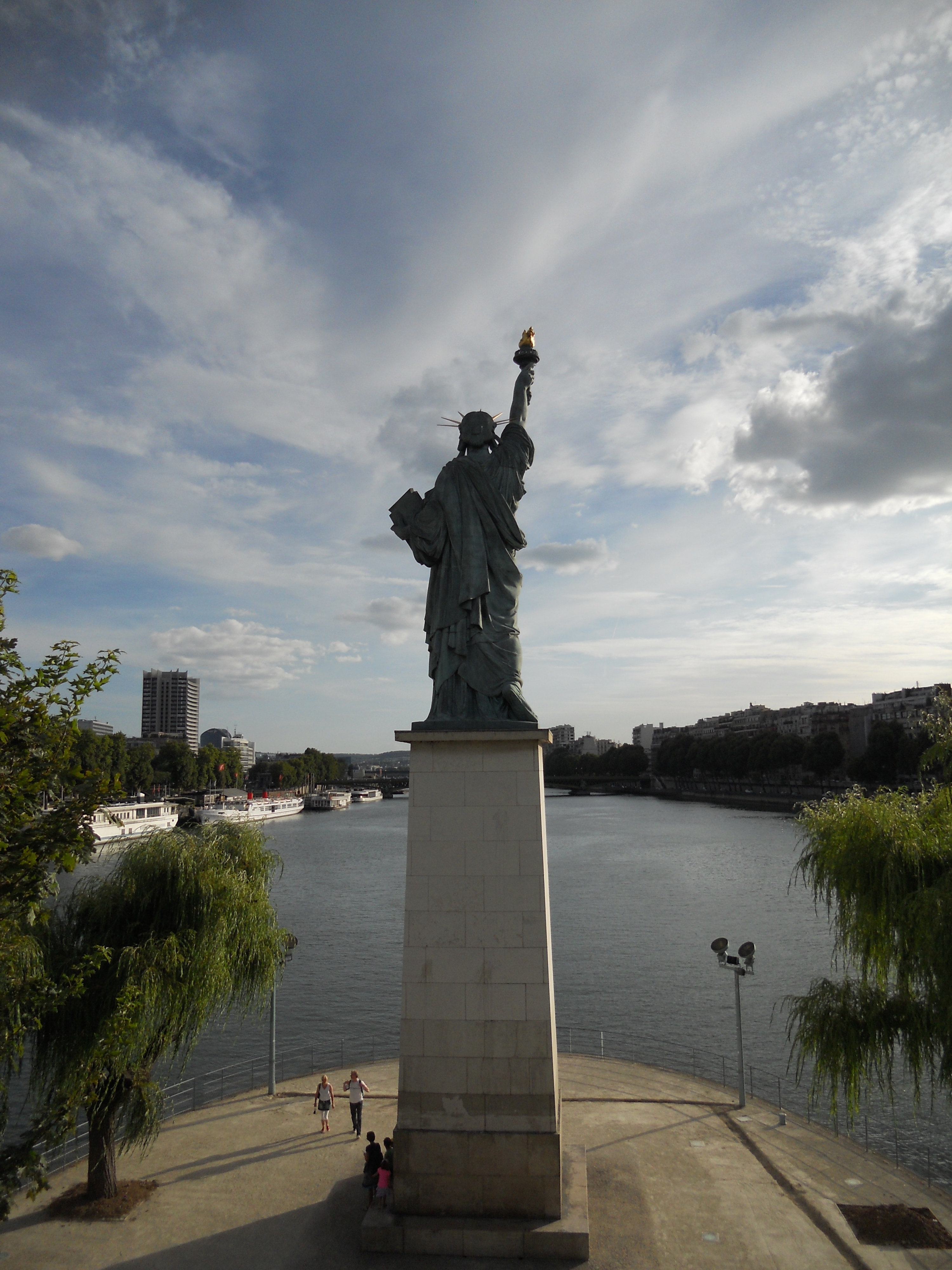
Statyn på l'île aux Cygnes (1889).
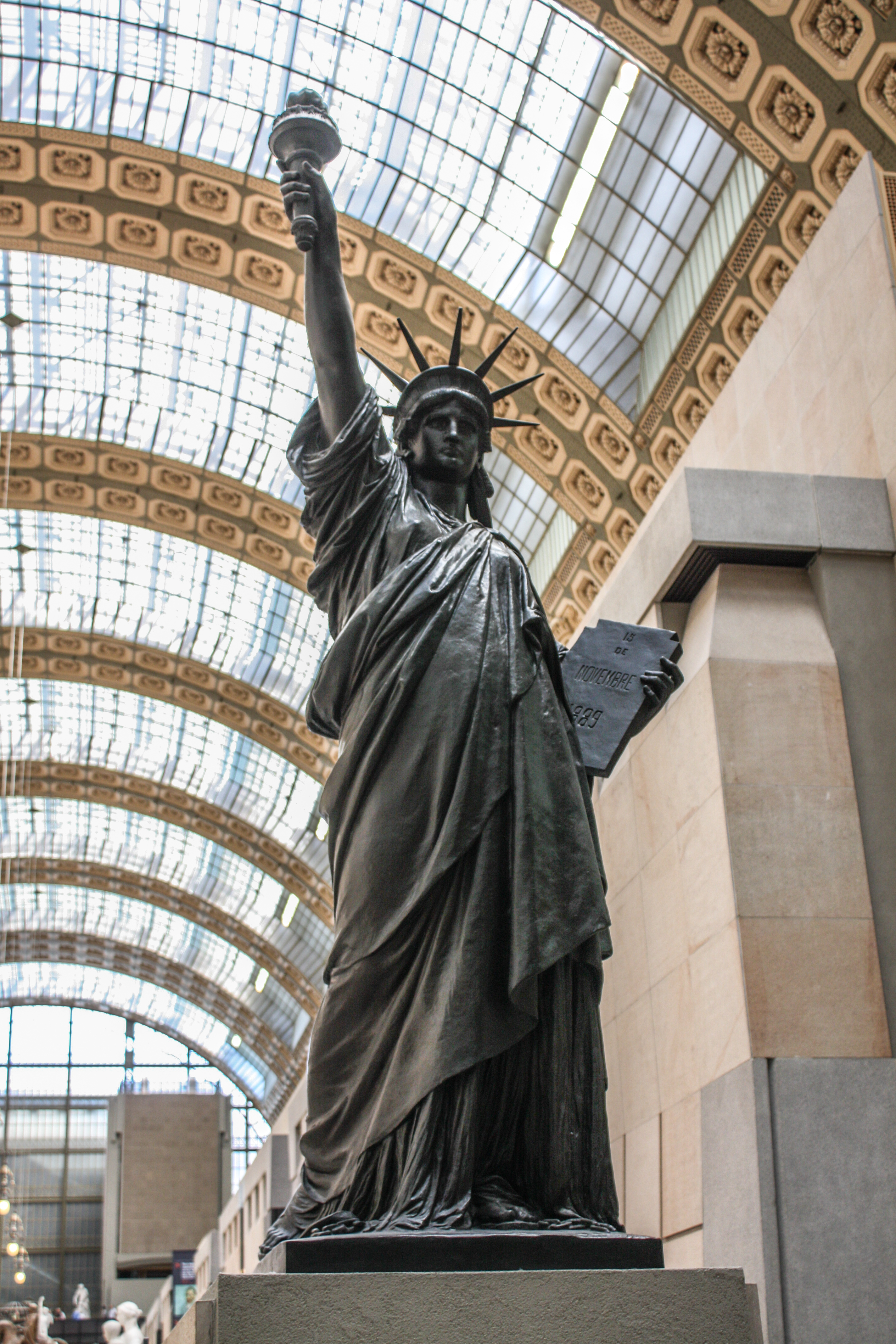
Statyn i Musée d'Orsay (1889).
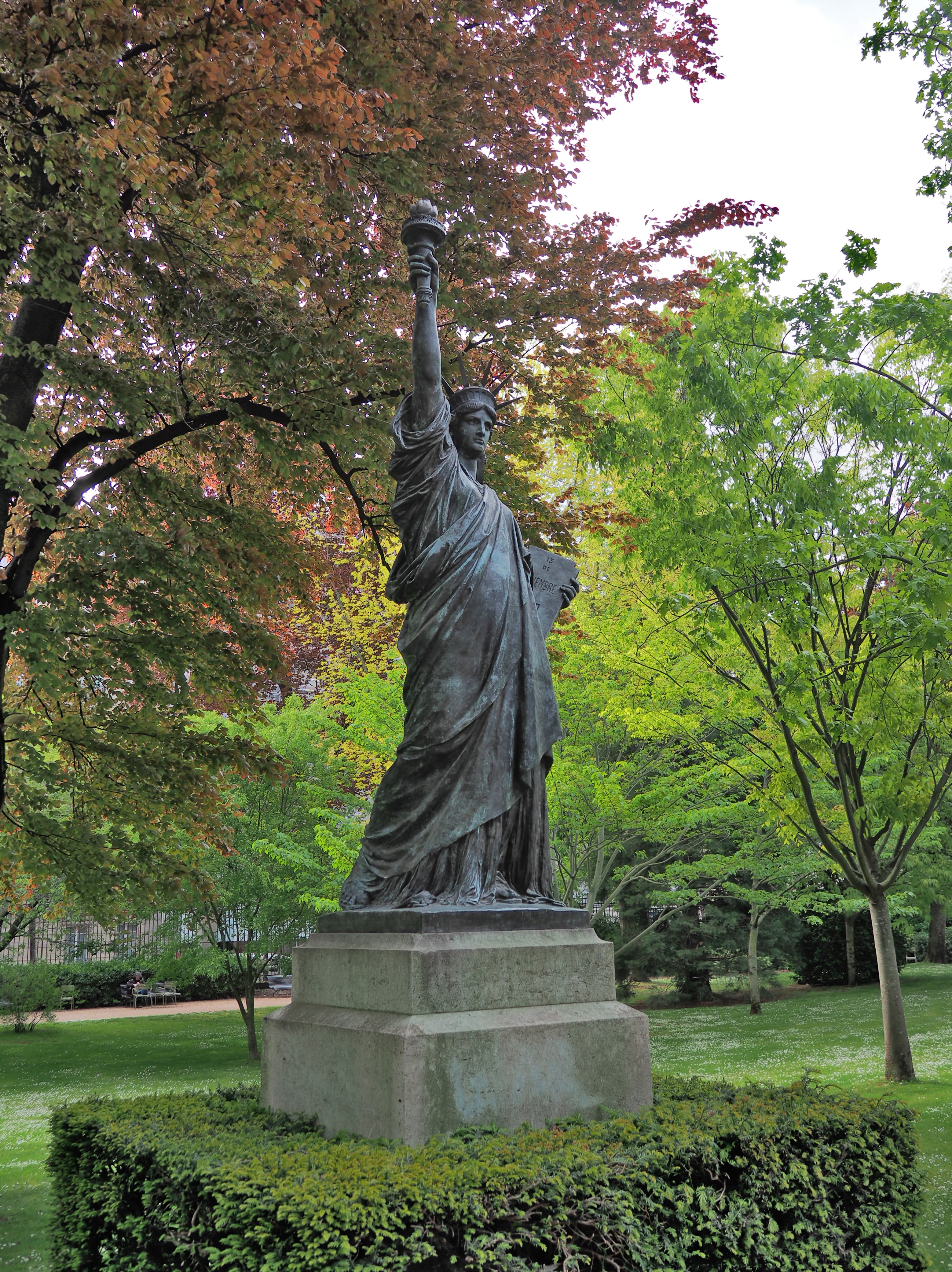
Statyn i Jardin du Luxembourg (2012).
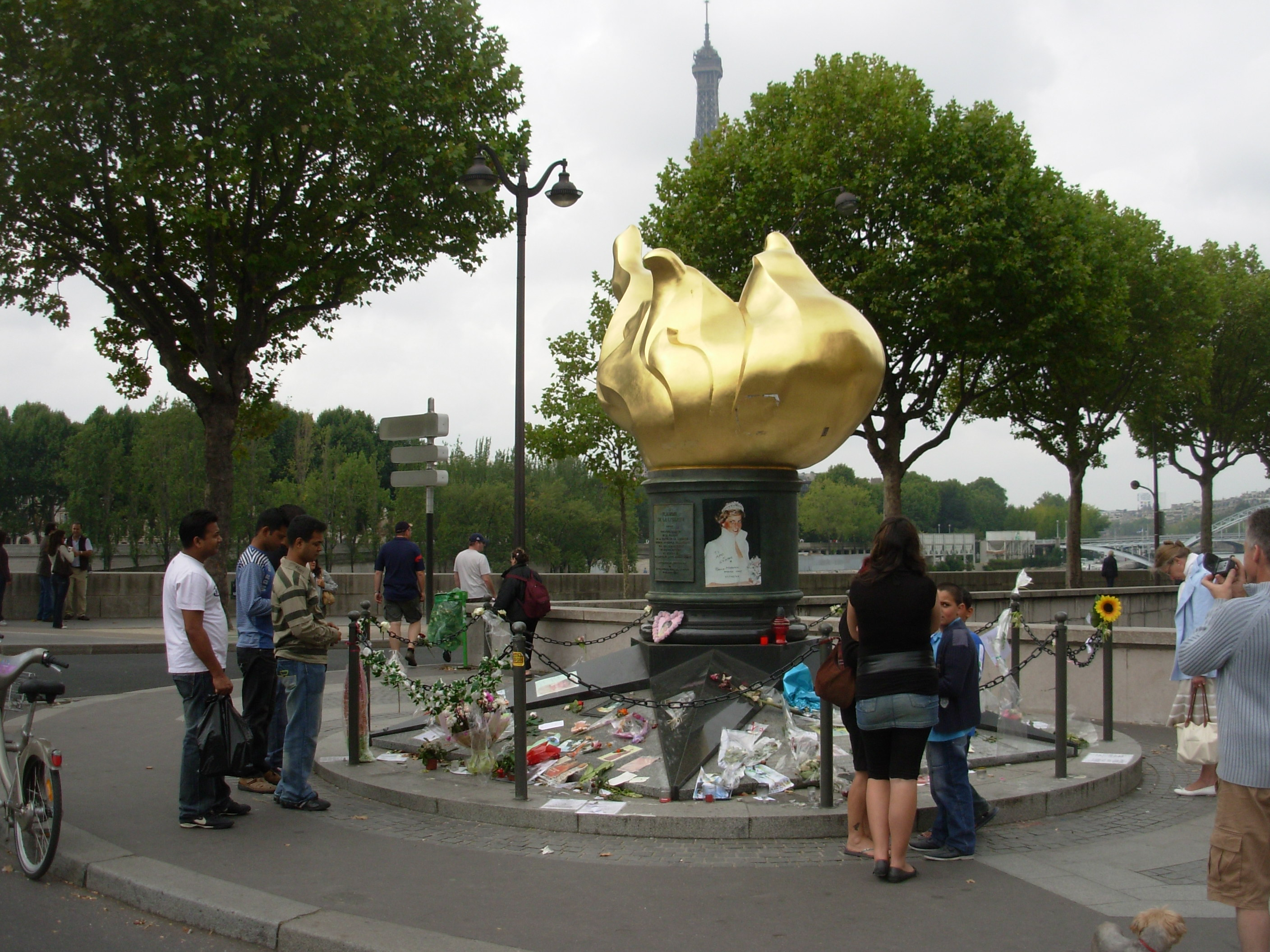
Flamman nära Eiffeltornet.